# Geir Lundestad
Geir Lundestad, född 17 januari 1945 i Sulitjelma, Nordland fylke, död 22 september 2023, var en norsk historiker verksam som professor vid Universitetet i Oslo och direktör vid Norska Nobelinstitutet. Han var också sekreterare för Norska Nobelkommittén 1990–2014. Lundestad föddes i Sulitjelma, ett gruvsamhälle i Salten, och växte upp i Bodø.
Lundestads forskningsområde var nutidshistoria med tyngdpunkt på USA:s förhållande till Västeuropa under kalla kriget. 
Lundestad tog kandidatexamen (Candidatus philologiae) med historia som huvudämne vid Universitetet i Oslo 1970. Han blev 1976 doktor i historia vid Universitetet i Tromsø med doktorsavhandlingen The American non-policy towards Eastern Europe 1943–1947: Universalism in an area not of essential interest to the United States.
Lundestad var anställd vid Universitetet i Tromsø från 1974 som universitetslektor i historia, professor i amerikakunskap (1979–1988) respektive professor i historia (1988–1990). Lundestad var sist[när?] professor vid Institutt for arkeologi, konservering og historiske studier vid Universitetet i Oslo.